# ROBO-ONE
ROBO-ONE（ろぼ・わん）とは二足歩行ロボットによる格闘競技を中心としたロボット競技大会である。ROBO-ONEの大会名称は自動車レースのF1に由来する。

## 概要
試合の勝ち負けも大会の大きな要素では在るが、それ以上に技術振興とエンターテイメント性が重視され、実際の格闘以外のデモンストレーションでも優劣が競われる。原則として大会開催目的がロボットの楽しさを伝えるための競技であり、技術面での高度化傾向は顕著なものの、（自動的に姿勢を制御できる）自律歩行型や（コンピュータ・プログラミングにより予め決められた動作を行える）モーションコントロール型に限らず、完全な手動によるラジオコントロールの物も受け入れられるなど、懐の広さが窺える。（※第4回より参加資格審査が自律動作となったため完全手動では資格審査を通れなくなった）
競技は主に2足歩行を行うロボット同士のひっくり返し合いとなり、古くから漫画やアニメ等にしばしば描かれるような壊し合いではない。また大会にあわせて日本国内外のロボット研究者を招くなどしており、同大会に合わせて企業や大学等の専門職のみならず個人のロボット開発が盛んになるなど、広範囲に渡って影響を与えている。
2000年代に入り、ロボットブームが盛り上がった中で本大会は生まれたこともあり、第1回大会から広く注目を浴びることとなった。そして早くより広く一般に知られたことから、2足ロボット関連の製品などが数多く発売され、安価なロボットキットの普及にも貢献したといえる。
また、ロボット競技としては異例とも言える宇宙を舞台にした宇宙大会も計画されており、2010年までにプロジェクトを完了させる予定。
現在では長年にわたって高い知名度を持つ高専ロボコンに勝るとも劣らない知名度を持つ大会となっている。

## 競技内容
- ROBO-ONE
- ROBO-ONE J-CLASS
- ROBO-剣 - アーム型ロボットによる剣道大会
- ROBO-ONE DASH - ビーチフラッグのように最初は起き上がった状態からスタートして走りタイムを競う
- ROBO-ONE EAGLE - 筋肉番付の「サスケ」のようにさまざまな障害があるコースを進みタイムを競う

2007年からROBO-ONEは体重別になり3キロ以下、3キロ以上5キロ未満、5キロ以上に分ける予定

## ルール（試合規定）
技術の発達が目覚しいため、ルール（試合規定）は毎回、改正されている。なおロボットの普及も同大会のテーマである事から、一般社会に持ち出しても誤動作しないロボットにするため、会場内のストロボ撮影といった光学的ノイズを敢えて排除しないなど、外来ノイズに強いロボットの参加を求めている。2004年現在では、ロボット操作に無線LANやBluetoothを用いる選手が多く、まだ同通信への悪影響を懸念して会場内では選手以外の同種無線通信を禁止しているが、将来的にはこれも廃して、多少の外来ノイズで誤動作を起こさないロボットの開発を求める方針だという。（2006年の第9回より会場内での無線LAN・Bluetoothの使用制限は撤廃）
勿論、競技の公平性を期すために、幾つかの基本的なルールがあり、また破壊を目的とした競技では無いため、破壊力の大きい装備を付ける事は禁じられる方向にあり、以下のようなルールが設けられている。
- 相手やリングを傷付ける「危険な武器」の使用禁止
  - 高速で回転する物
  - 刃物
- 発火装置の装備禁止（演出用の花火等を含む）
- 足の裏に吸引・吸着を行う装備の禁止
- 相手選手のコントロールを妨害する装置
  - 妨害電波発生装置
  - レーザー発振器
  - ストロボ
- リングを汚損する行為・装備の禁止（潤滑剤の散布などを含む）
- 相手ロボットに気体・液体・粉末等を噴射する装備の禁止

また競技の関係上、静止状態や片足を上げた状態でも倒されにくいような形状であっては競技が成立しないため、上から見た足裏の最外周を結ぶ線が左右の足で重ならないこととする他、足の裏のサイズを規定して重心が比較的高い位置に来るように求められている。

### ルールの変遷

#### 分類の変遷
第4回大会より家族での参加・モーター数の制限・重量の制限・有線コントロールの許可といったJr.大会も開催されるようになった。（後に参加を家族に限らないJ-Classに発展）
Robo-One大会が参加難易度が高いため、比較的初心者が参加しやすいようにJ-Classが開催されるようになった。（第7回で終了）

#### 出場資格の変遷
第4回大会よりエントリー数が増えたため、予選前に参加資格審査が設けられるようになった。このためエントリーしていても当日審査を通過しなくては大会に参加できないこともある。参加資格基準は、大会毎に難易度がアップしている。
- 第1回：足裏の最大長さは身長より小さいこと
- 第2回：足裏の最大長さは足の長さ以下（足の長さとは、前後又は左右に動く軸から足裏までの長さ）
- 第3回：足裏の最大長さは足の長さ以下で最大20cm以下、規定演技「ボックスダンス」、3ダウン制導入
- 第4回：足裏・規定演技は第3回と同じ、資格審査導入
- 第5回：足裏の最大長さは足の長さの70%以下で最大20cm以下、規定演技「本の上り下り」、攻撃ダウン導入
- 第6回：第5回と同じ、予選デモの自律化
- 第7回：足裏の前後の長さは足の長さの60%以下、幅は40%以下、最大長さ15cm以下、規定演技「本の上り下り」、有効な攻撃以外はスリップ
- 第8回：足裏の前後の長さは足の長さの50%以下、幅は30%以下、最大長さ13cm以下、規定演技「走る」、しゃがみ歩行の禁止
- 第9回：足裏・規定演技は第8回と同じ、同じ捨て身技では1ダウンだけ
- 第10回：足裏の前後の長さは足の長さの50%以下、幅は30%以下、最大長さ11cm以下、規定演技「ウサギ跳び」、ヒザ角度90度以下からの歩行禁止、3秒以上の停止でスタンディングダウン
- 第11回：体重別足裏規定導入、規定演技「ナワ跳び&役に立つこと」、攻撃ダウン廃止、スリップ2回で1ダウン

#### 判定の変遷
歩行する事が前提条件となるため、攻撃は2歩以上歩いてからといったようなルールが定められている。
（第9回より廃止：レフリーの“はじめ”または“ファイト”の合図により攻撃可能となる）
初期の大会では、ロボットが転倒してしまうとその多くは自力で起き上がれなかったため、転倒＝ノックアウトとなっていたが、参加ロボットの運動能力が年々進歩し、倒されもすぐに起き上がれるロボットも増えた事から10カウント制、更には第2回大会の準決勝などカウント内に起きあがれるロボット同士の試合も出て来たことから3ダウン制へと変化してきている。（第3回大会より）
3ダウン制が定められる以前には倒れないように屈みこんだ機体に起き上がりが可能な機体が体当たりを繰り返すという試合展開でルール上勝負がつかず、判定で攻撃を仕掛けた方が勝ちとなるという事態も起こり、
また、類似の大会にて前転や逆立ちで攻撃を行うロボットも出始めそれを受けて第5回大会より攻撃の際に足裏以外が接地してもダウン数に入れない（攻撃ダウン）というルールが追加され、攻撃方法のバリエーションが広がった。(11回より廃止)
さらに第7回大会からは有効な攻撃によらないダウンはダウン数に入れない（スリップ）とルールが変更され、判定が微妙になっている。
だが相手と接触する前の転倒が目立つようになったために、
第11回大会から2スリップで1ダウンをとられるようになり、改めて歩行の安定性が重要になった。

## 過去の大会

### Robo-One 本大会
第1回：2002年2月 2日～2月 3日（日本科学未来館）
エントリー38台
優勝：TA-17（藤野裕之）
第2回：2002年8月10日～8月11日（川崎市産業振興会館）
エントリー72台
優勝：Metallic Fighter（森永英一郎）
第3回：2003年2月 1日～2月 2日（日本科学未来館）
エントリー93台（資格審査通過：58台）
優勝：A-Do（菅原雄介）
第4回：2003年8月 8日～8月10日（川崎市産業振興会館）
エントリー114台（資格審査通過：51台）
優勝：A-Do（菅原雄介、影（森口拓雄））
第5回：2004年1月31日～2月 1日（日本科学未来館）
エントリー129台（資格審査通過：62台）
優勝：2325-RX（九州大学ヒューマノイドプロジェクト）
第6回：2004年8月 7日～8月 8日（川崎市産業振興会館）
エントリー126台（資格審査通過：58台）
優勝：2325-RV（九州大学ヒューマノイドプロジェクト）
第7回：2005年3月19日～3月20日（日本科学未来館）
エントリー169台（資格審査通過：81台）
優勝：TAEKWON-V（Jeon Young-Su）
第8回：2005年9月17日～9月18日（飛騨・世界生活文化センター）
エントリー156台、参加130台、予選進出88台
優勝：トコトコ丸（AZUSA AMINO）
第9回：2006年3月18日～3月19日（パナソニックセンター東京）
エントリー144台、予選進出82台
優勝：マジンガア（光子力研九所）
第10回：2006年9月16日～9月17日（山形県長井市：置賜地域地場産業振興センター）
エントリー113体、予選進出73体
優勝：キングカイザー（マルファミリー）
第11回：2007年3月24日～3月25日（後楽園ホール）
エントリー186体、予選進出99体
総合優勝：ヨコヅナグレート不知火二代目（Dr.GIY）
重量級優勝：同上
軽量級優勝：クロムキッド（くぱぱ）
第12回：2007年9月15～16日（香川県県民ホール）
エントリー112体、予選進出78体、認定大会枠出場ロボット8体
総合優勝：GADGET2（GADGET TEAM）
重量級優勝：同上
軽量級優勝：ガルー（くまま）
第13回：2008年3月22日～3月23日（後楽園ホール）
認定大会枠出場ロボット8体
総合優勝：グレートキングカイザー（マルファミリー）
重量級優勝：同上
軽量級優勝：Taekwon-V（Jeon Young-Su）
第14回：2008年10月11日～10月12日（パシフィコ横浜）
認定大会枠出場ロボット8体
総合優勝：Omini-Zero.5（前田武志）
重量級優勝：同上
軽量級優勝：キャバリエ（えまのん）
第15回：2009年5月4日（川崎市産業振興会館）
エントリー　認定大会枠18体、海外招待4体、GP推薦枠10体　予選なし
優勝： Bi-Ma (韓国代表)
第16回：2009年9月26～27日　（ジャパンロボットフェスティバル2009 in TOYAMA　富山産業展示館）
優勝：OmniZero.9(前田武志)
第17回：2008年3月21日（川崎市産業振興会館）
優勝：スーパーティガーII(ひろのっち)
第18回：2010年8月28～29日、（新発田市民文化会館）
優勝：もん☆スター（なぐ）
第19回(延期)：2011年3月23日（川崎市産業振興会館）
東日本大震災により、隣接するミューザ川崎シンフォニーホールが天井崩落を起こし、安全上の措置から産業振興会館の利用も一時中止となったため、大会が延期された。また本大会の運営費の一部が義援金として日本赤十字社に寄付された。
第19回：2011年10月10日（川崎市産業振興会館）
優勝：ガルー（くまま）
第20回：2012年3月22日～3月23日（川崎市産業振興会館）
優勝：ガルー（くまま）
第21回：2012年9月1日～9月2日（日本科学未来館）
エントリー104体
優勝：ガルー（くまま）
第22回：2013年2月23日～2月24日（日本科学未来館）
エントリー112体
優勝：コルテージュ・ミハルス（芝浦工業大学SRDC チームコルテージュ）
第23回：2013年9月14日～9月15日（日本科学未来館）
エントリー100体 予選参加89体
優勝：らいお（神戸市立科学技術高校）
第24回：2014年2月15日～2月16日（学校法人・専門学校HAL東京　コクーンホールA）
エントリー96体
優勝：オベリスク（芝浦工業大学SRDC チームオベリスク）
第25回 2014年 9月13日 ～ 2014年9月14日 　
エントリー数：113 台 予選参加101体
優勝：シンプルファイター（zeno）
第26回 2015年 3月14日 ～ 2015年3月15日 （アミューあつぎ）予定
エントリー数：122台
優勝：HAUSER（クラフトマン）
第27回 2015年 9月26日 ～ 2015年9月27日 （神奈川県立青少年センター）
エントリー数：118台
優勝：モノリス（芝浦工業大学SRDC）
第28回 2016年 2月13日 ～ 2016年2月14日 （つくばカピオ サイバーダインアリーナ）
エントリー数：120台
優勝　Gargoyle KID（吉田ファミリア）
第29回 2016年 9月25日（神奈川県立青少年センター）
エントリー数：144台  予選参加129体
優勝　キング・プニ（大阪産業大学プニ）
第30回 2017年 2月26日（バンドー神戸青少年科学館）
エントリー数：128台
優勝　キング・プニ（大阪産業大学プニ）
第31回 2017年 9月24日（神奈川県立青少年センター）
エントリー数：138台  予選参加124体
優勝　ヴァーミリオン（芝浦工業大学SRDC）
第32回 2018年 2月25日（日本科学未来館）
エントリー数：131台  予選参加121体
優勝　Speranza（立野）
第33回 2018年 9月23日（神奈川県立青少年センター）
エントリー数：132台  予選参加114体
優勝　Speranza（立野）
第34回 2019年 2月24日（バンドー神戸青少年科学館）
エントリー数：121台  予選参加103体
優勝　キング・プニ（ミスミグループ）
第35回 2019年 9月29日（神奈川県立青少年センター）
エントリー数：132台  予選参加99体
優勝　キング・プニ（ぷに）
第36回 2020年 2月 9日（日本科学未来館）
エントリー数：98台  予選参加81体
優勝　りんぼ（立地有無）
第37回 2020年 9月21日（リモート）
エントリー数：57台  予選参加46体
優勝　コビス（ビスコ）
第38回 2020年 2月28日（リモート）
エントリー数：47台  予選参加36体
優勝　Neutrino-Azul （  飛騨神岡高校  ）
第39回 2021年 9月26日（リモート）
エントリー数：60台  予選参加47体
優勝　ex machina（ツノ）
第40回 2022年 3月 6日（リモート）
エントリー数：58台 予選参加45体
優勝　三代目ヨコヅナグレート不知火（DrGIY）
第41回 2022年 9月 25日（厚木商工会議所（無観客試合））
エントリー数：76台 予選参加65体
優勝　Typerion（皆川）

 

### Robo-One J-class 大会
第1回：2003年8月 8日（川崎市産業振興会館)
Jr.w/F エントリー8台
優勝：M&M-01（チームマリモト）
第2回：2004年1月25日（日本科学未来館）
Jr.w/F エントリー8台
優勝：ありまろ2（ドン アリウス チーム）
J-class エントリー9台
優勝：ちょんまげの啓三（三沢研究所 堀江支店）
第3回：2004年8月 6日（川崎市産業振興会館）
エントリー34台
優勝：CT3（hisamitu miyata）
第4回：2005年3月13日（日本科学未来館）
エントリー44台
優勝：G-Tune（SISO）
第5回：2005年8月 5日～6日（川崎市産業振興会館）
エントリー72台
優勝：ありまろ4（スミイファミリー）
第6回：2006年3月17日（パナソニックセンター東京）
エントリー73台
優勝：ありまろ5（スミイファミリー）
第7回：2006年8月5日（川崎市産業振興会館）
エントリー70体、予選参加59体
優勝：キングカイザーJr.（マルファミリー）